# Prvosenkovité
Prvosenkovité (Primulaceae) je čeleď vyšších dvouděložných rostlin z řádu vřesovcotvaré. Jsou to byliny i dřeviny s jednoduchými listy a zpravidla čtyř nebo pětičetnými pravidelnými květy. Čeleď zahrnuje v současném pojetí asi 2500 druhů v téměř 60 rodech. Je rozšířena po celém světě. V české květeně je zastoupena 10 bylinnými rody, z nichž nejběžnější je prvosenka (petrklíč), drchnička a vrbina. Četné druhy patří mezi oblíbené skalničky či zahradní trvalky. Mají význam také v lékařství.
V současné taxonomii je čeleď pojata široce a je v ní zahrnuto i mnoho dřevnatých vesměs tropických druhů v minulosti řazených do bývalých čeledí Myrsinaceae a Theophrastaceae. Rovněž došlo k převratu pojetí některých rodů.

## Popis
Prvosenkovité jsou jednoleté i vytrvalé byliny, keře i menší stromy. Listy jsou jednoduché, celistvé nebo laločnaté, vstřícné, střídavé nebo přeslenité, bez palistů. U dřevitých rodů mohou být listy tuhé a kožovité. Květy jsou nejčastěji čtyř nebo pětičetné, jedno nebo oboupohlavné, jednotlivé nebo v květenstvích různých typů. Kalich je vytrvalý. Korunní lístky jsou srostlé. Koruna výjimečně chybí (Glaux). Tyčinky jsou ve stejném počtu jako korunní lístky, volné nebo na bázi srostlé v trubičku. Semeník je svrchní nebo výjimečně (Samolus) polospodní, srostlý pravděpodobně z 5 plodolistů avšak jednokomůrkový, s 1 čnělkou a nenápadnou hlavatou bliznou. Plodem je tobolka či bobule s několika až mnoha semeny nebo jednosemenná peckovice.

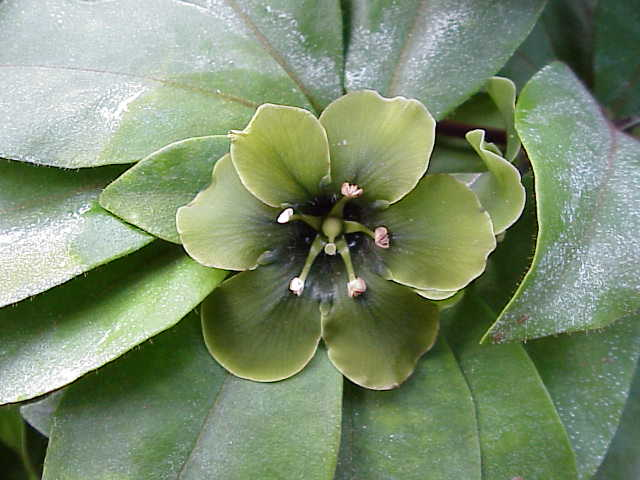
Květ Deherainia smaragdina

V rostlinné říši ojedinělou barvu mají květy keře Deherainia smaragdina. Jak druhové jméno napovídá, jsou sytě zelené a mimo to i dosti velké. Některé druhy rodu Clavija rostou jako nevětvené stromky v podrostu pralesa a mají listy až 1 metr dlouhé, nahloučené na vrcholu kmínku.

## Rozšíření
Čeleď zahrnuje asi 58 rodů a přes 2500 druhů. Je rozšířena celosvětově. Dřevnaté Theophrastoideae rostou nejčastěji jako podrostové dřeviny v nížinných deštných lesích tropické Ameriky, pouze rod Clavija převažuje v Andách v nadmořské výšce 1000 až 2000 m. Rod Samolus má centrum diverzity na jižní polokouli.
V původní české květeně jsou zastoupeny rody pochybek (Androsace), kruhatka (Cortusa), prvosenka (Primula), drchnička (Anagallis), žebratka (Hottonia), dřípatka (Soldanella), sedmikvítek (Trientalis), brambořík (Cyclamen), vrbina (Lysimachia), sivěnka (Glaux), v Evropě nadto ještě rody koridka (Coris) a Vitaliana.

## Taxonomie
Prvosenkovité prošly v moderní době poměrně bouřlivým taxonomickým vývojem. Při molekulárních výzkumech bylo v roce 1998 zjištěno, že čeleď prvosenkovité, ač byla v klasickém pojetí oproti příbuzným čeledím Theophrastaceae a Myrsinaceae velmi dobře morfologicky definována, je parafyletická. Na základě těchto poznatků došlo k dosti velkým přesunům rodů: Samolus byl přesunut do čeledi Theophrastaceae, rody Anagallis, Cyclamen, Glaux, Lysimachia a Trientalis do čeledi Myrsinaceae a Maesa z Myrsinaceae do samostatné čeledi Maesaceae. V systému APG III, publikovaném v říjnu 2009, jsou posléze tyto 3 čeledi sloučeny do čeledi Primulaceae.
Nejblíže příbuznými čeleděmi prvosenkovitých v současném pojetí jsou čeledi zapotovité (Sapotaceae) a ebenovité (Ebenaceae).
V současném systému je čeleď dělena na 4 podčeledi, víceméně zachovávající rodové rozdělení čeledí z předchozích molekulárních studií:
- Maesoideae – jediný rod Maesa, asi 150 druhů v tropech Starého světa
- Theophrastoideae
  - Samoleae – 15 druhů v rodu Samolus, Eurasie, jižní Afrika, Severní i Jižní Amerika
  - Theophrasteae – asi 90 druhů ve 4 rodech, tropická Amerika
- Primuloideae – asi 900 druhů v 9 rodech, především mírný a subtropický pás severní polokoule, ojediněle i jinde
- Myrsinoideae – téměř 1500 druhů ve 41 rodech, kosmopolitní[3]

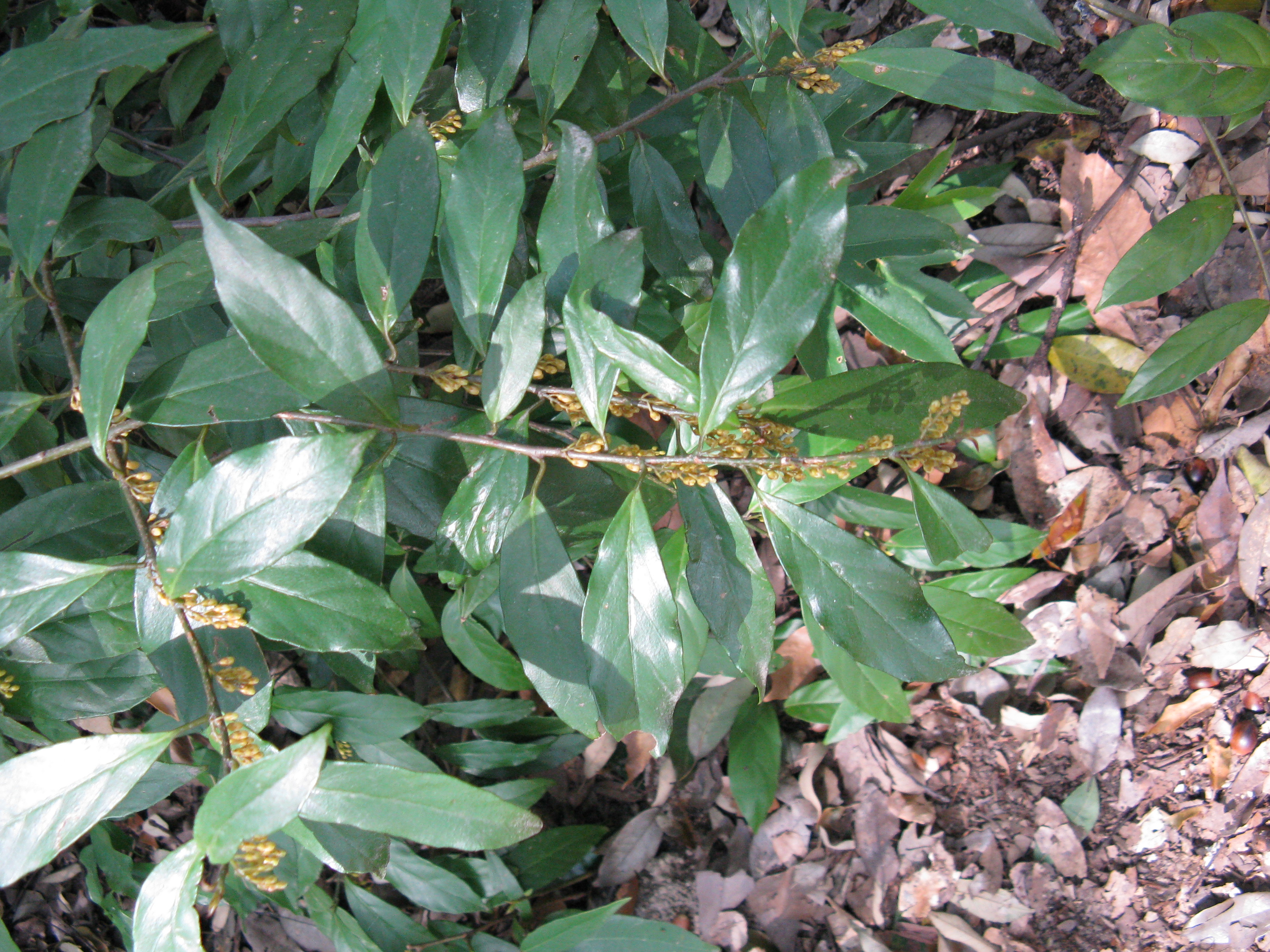
Podčeleď Maesoideae: Maesa japonica
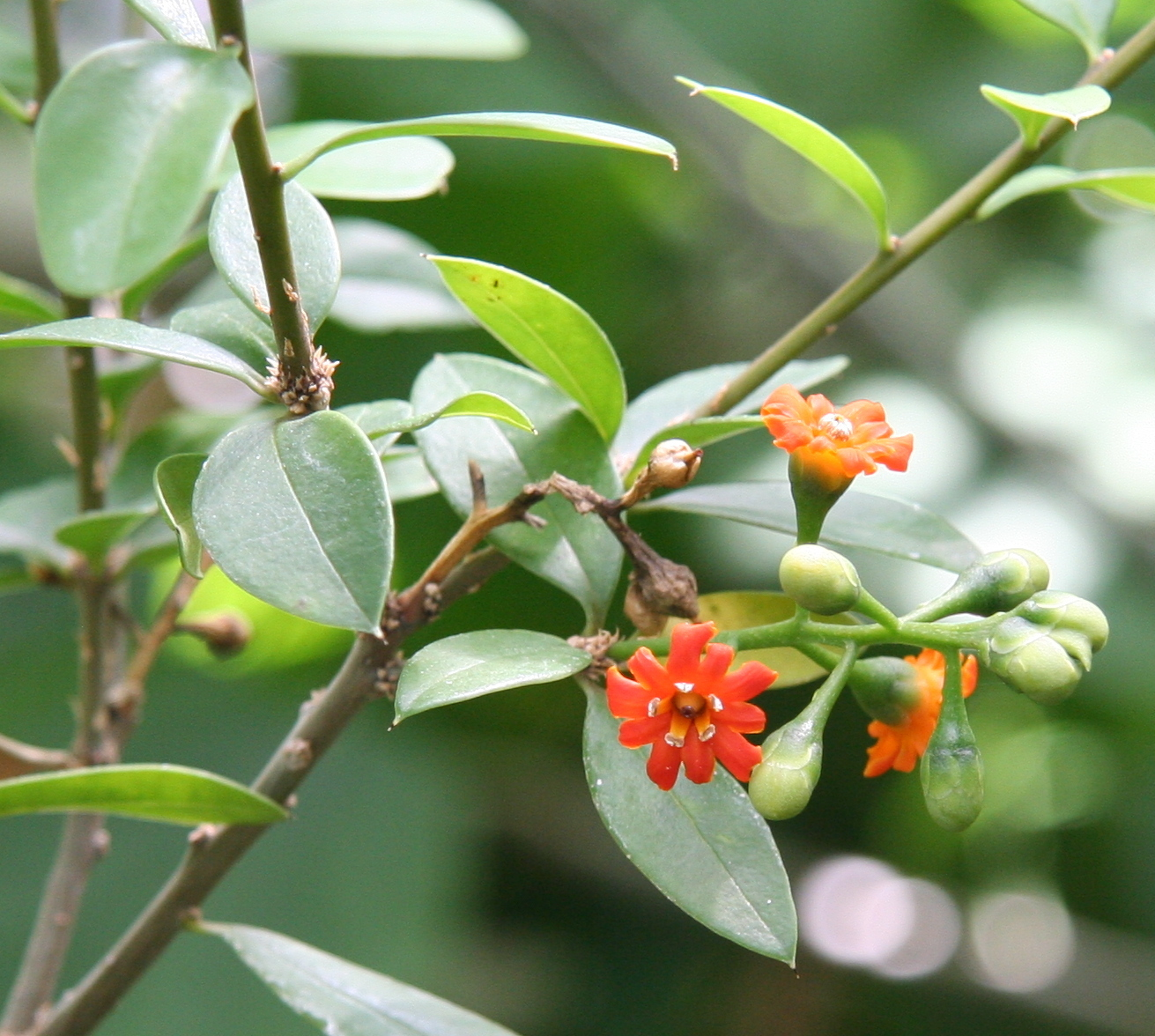
Podčeleď Theophrastoideae: kvetoucí Jacquinia aurantiaca
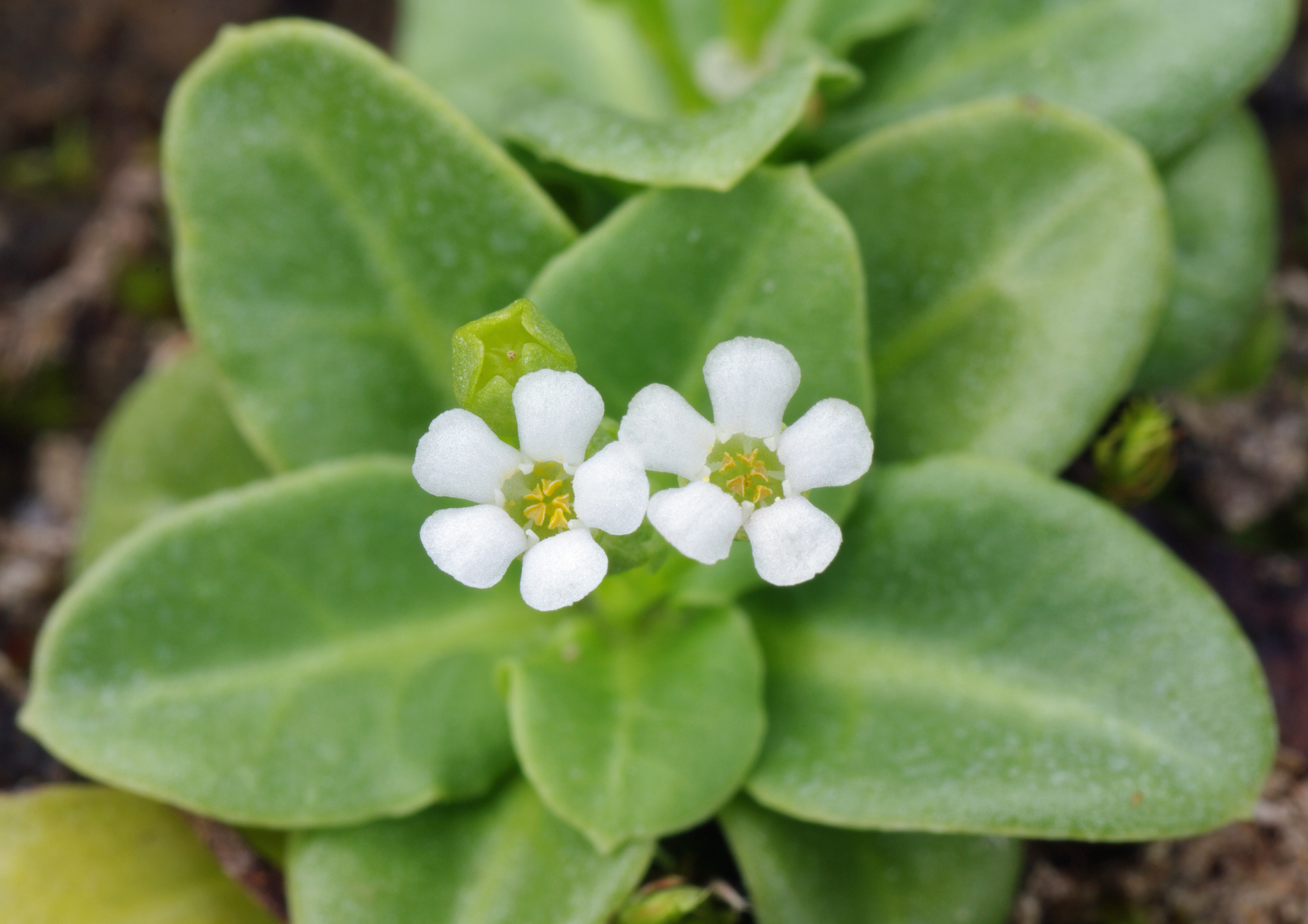
Podčeleď Theophrastoideae: Samolus valerandi
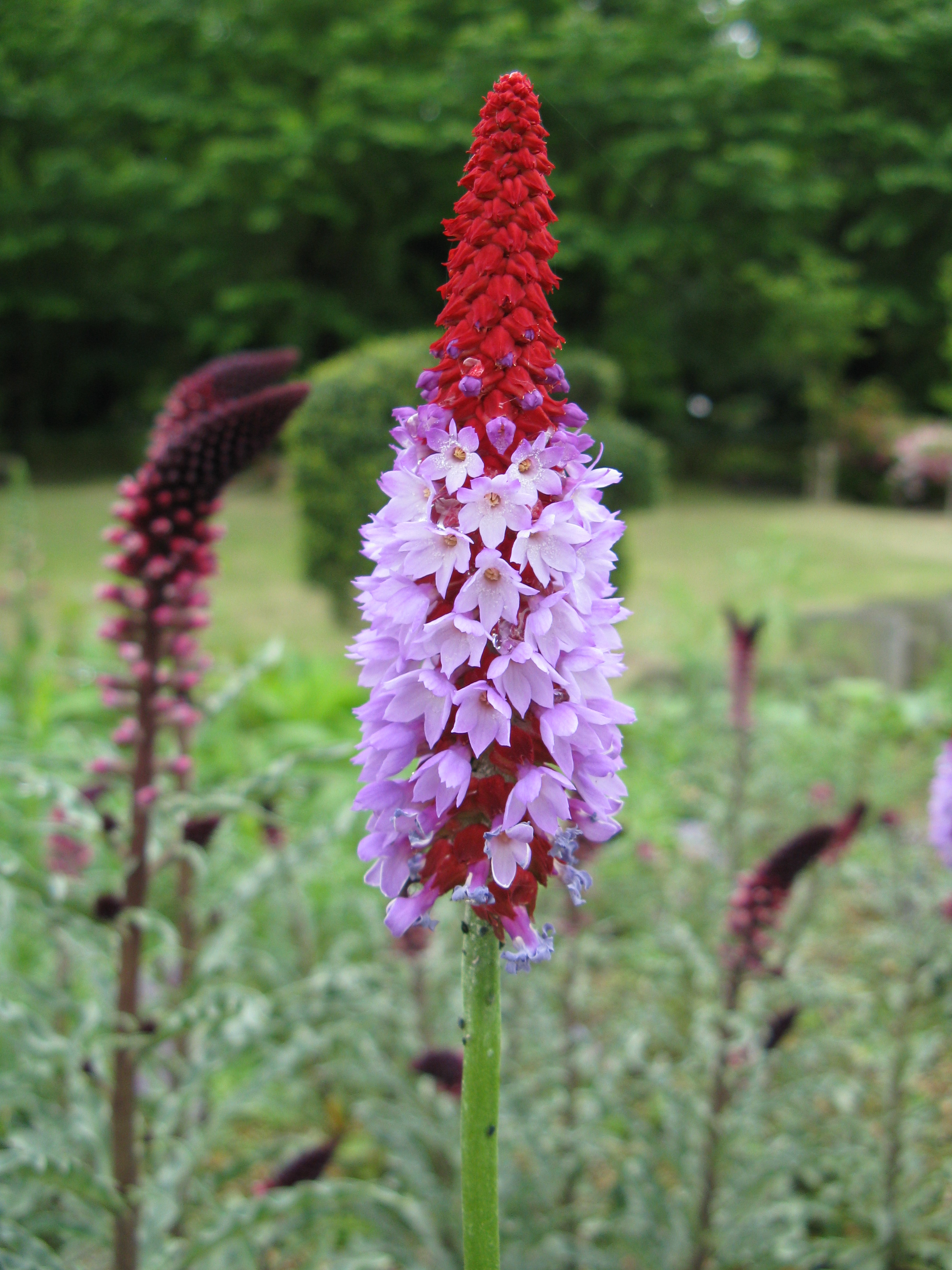
Podčeleď Primuloideae: prvosenka Primula vialii
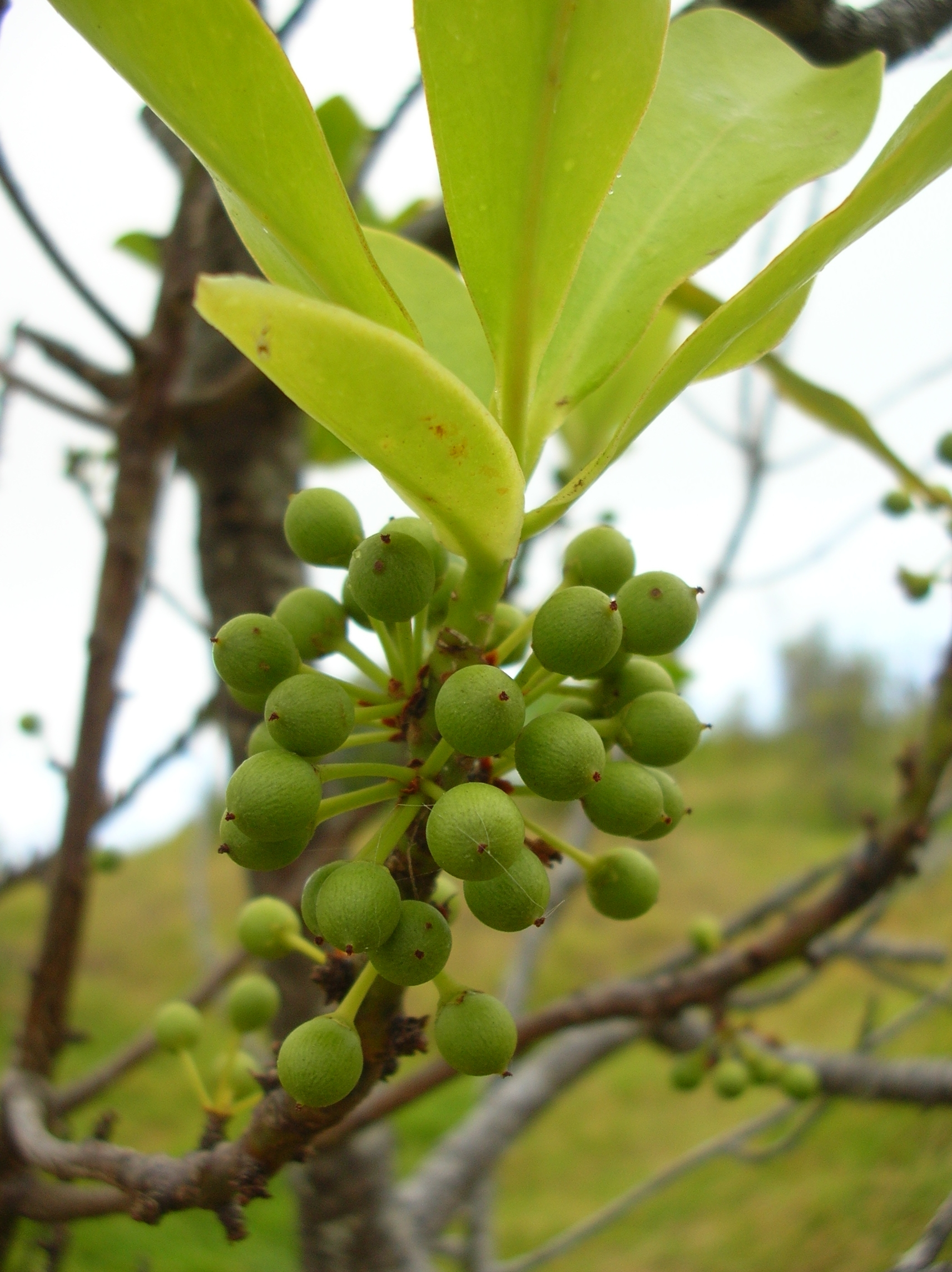
Podčeleď Myrsinoideae: plodící Myrsine lessertiana

K převratu došlo také v pojetí některých rodů. Z hlediska středoevropské flóry je podstatný zejména přesun rodů Dodecatheon (boží květ) a Cortusa (kruhatka) do rodu Primula (prvosenka), a rovněž přesun rodů Anagallis (drchnička), Trientalis (sedmikvítek) a Glaux (sivěnka) do široce pojatého rodu Lysimachia (vrbina).

## Zástupci
- boží květ (Dodecatheon, syn. Primula)
- brambořík (Cyclamen)
- Clavija
- dionýska
- drchnička (Anagallis, syn. Lysimachia)
- dřípatka (Soldanella)
- klíman (Ardisia)
- koridka (Coris)
- kruhatka (Cortusa, syn. Primula)
- lachár (Myrsine)
- nákule (Maesa)
- pochybek (Androsace)
- prvosenka (Primula)
- sedmikvítek (Trientalis, syn. Lysimachia)
- sivěnka (Glaux, syn. Lysimachia)
- solenka (Samolus)
- vrbina (Lysimachia)
- žebratka (Hottonia)[8][9]

## Význam
Listy a kůra některých druhů Jacquinia mají velký obsah saponinů a jsou v tropické Americe využívány jednak jako náhrada mýdla, také však k přípravě jedu na lov ryb, zvaného barbasco. V Ekvádoru je takto využíván druh Jacquinia sprucei. Plody Clavija jsou jedlé. Některé druhy Ardisia jsou pěstovány jako okrasné rostliny.
Mnohé bylinné druhy prvosenkovitých jsou pěstovány jako okrasné trvalky, případně skalničky, zvl. z rodů prvosenka (Primula), vrbina (Lysimachia), brambořík (Cyclamen) a boží květ (Dodecatheon).

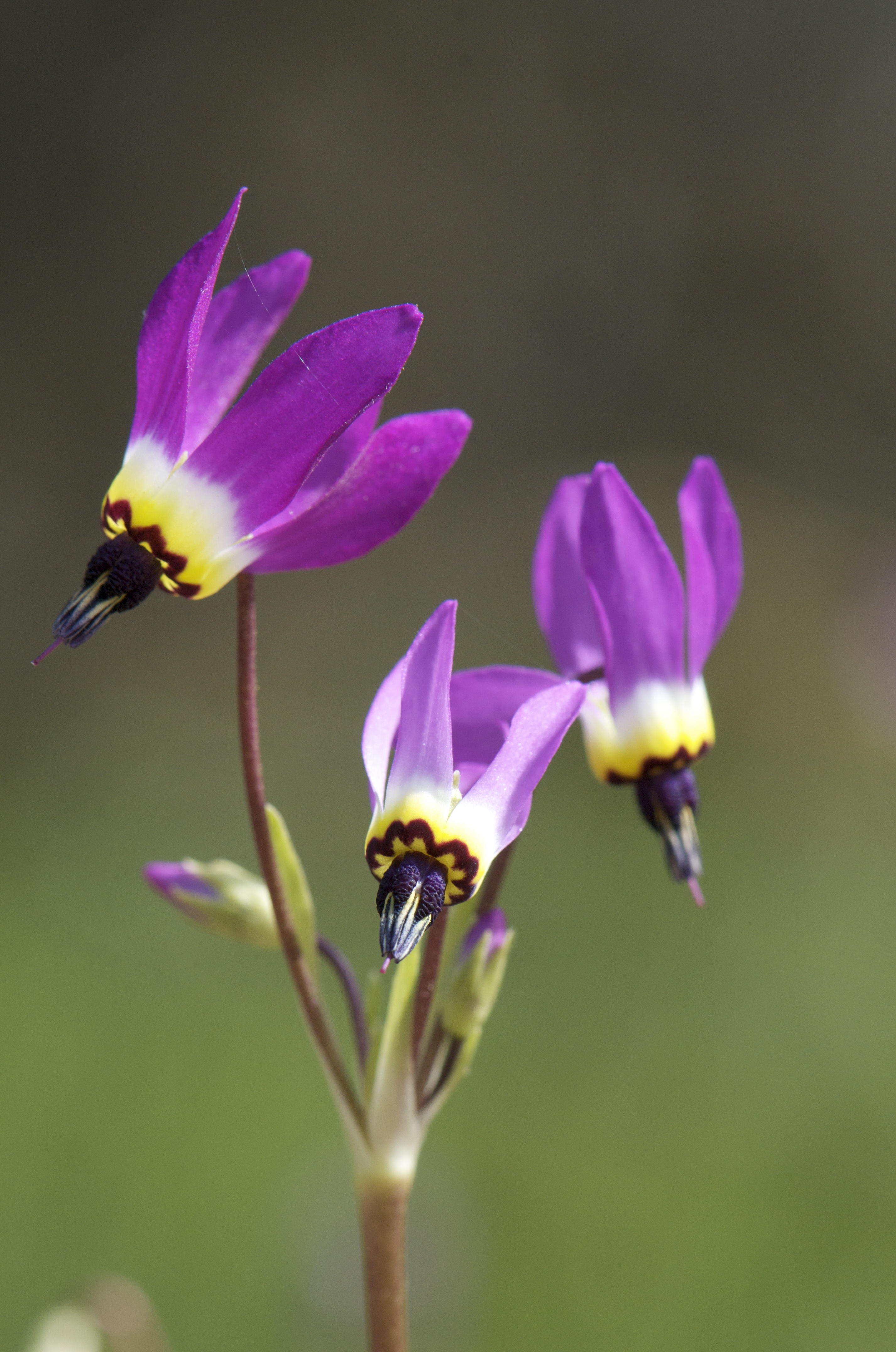
Boží květ Dodecatheon clevelandii
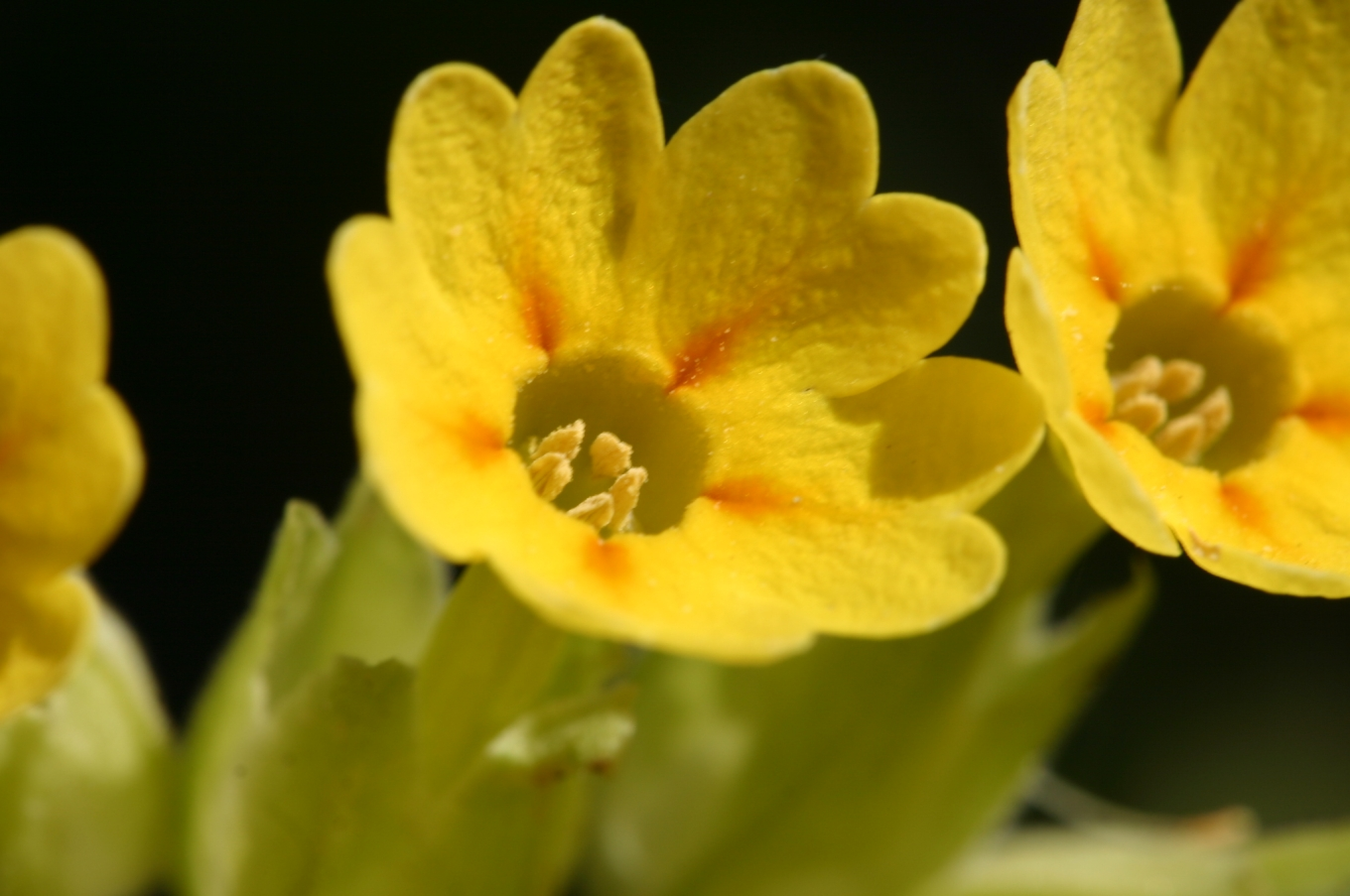
Prvosenka jarní (Primula veris), detail květu
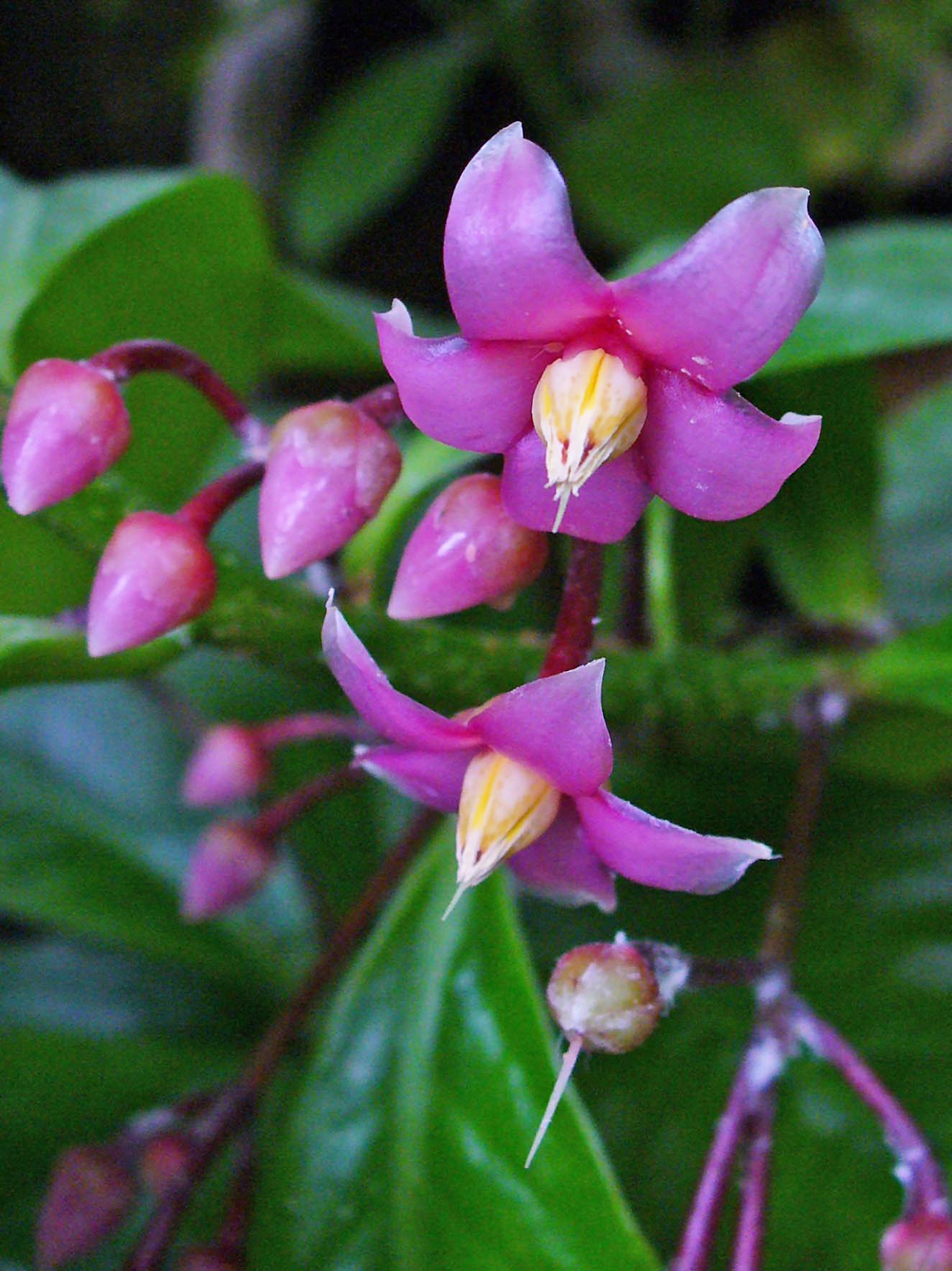
Květy keře Ardisia wallichii
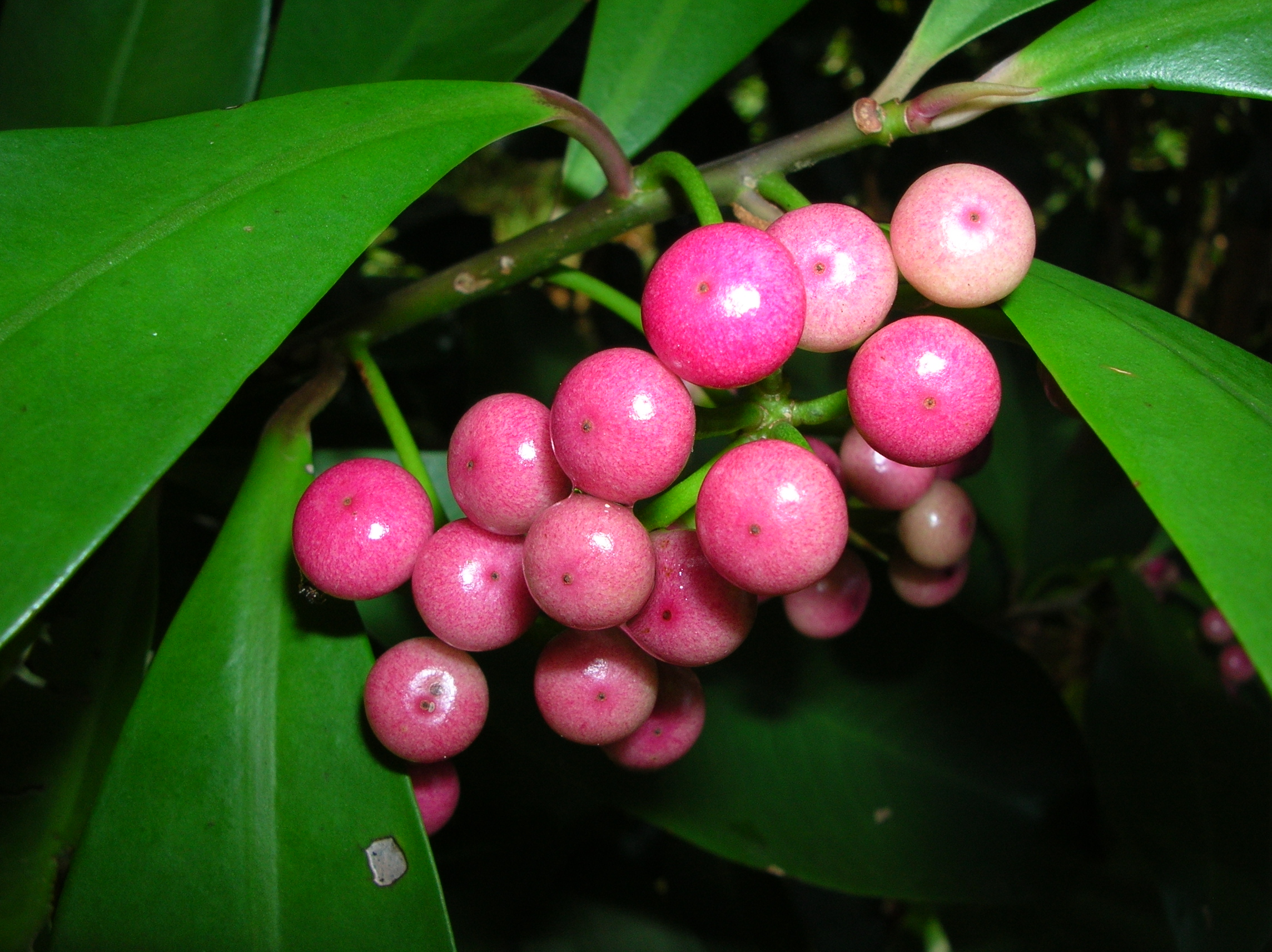
Plody Ardisia elliptica
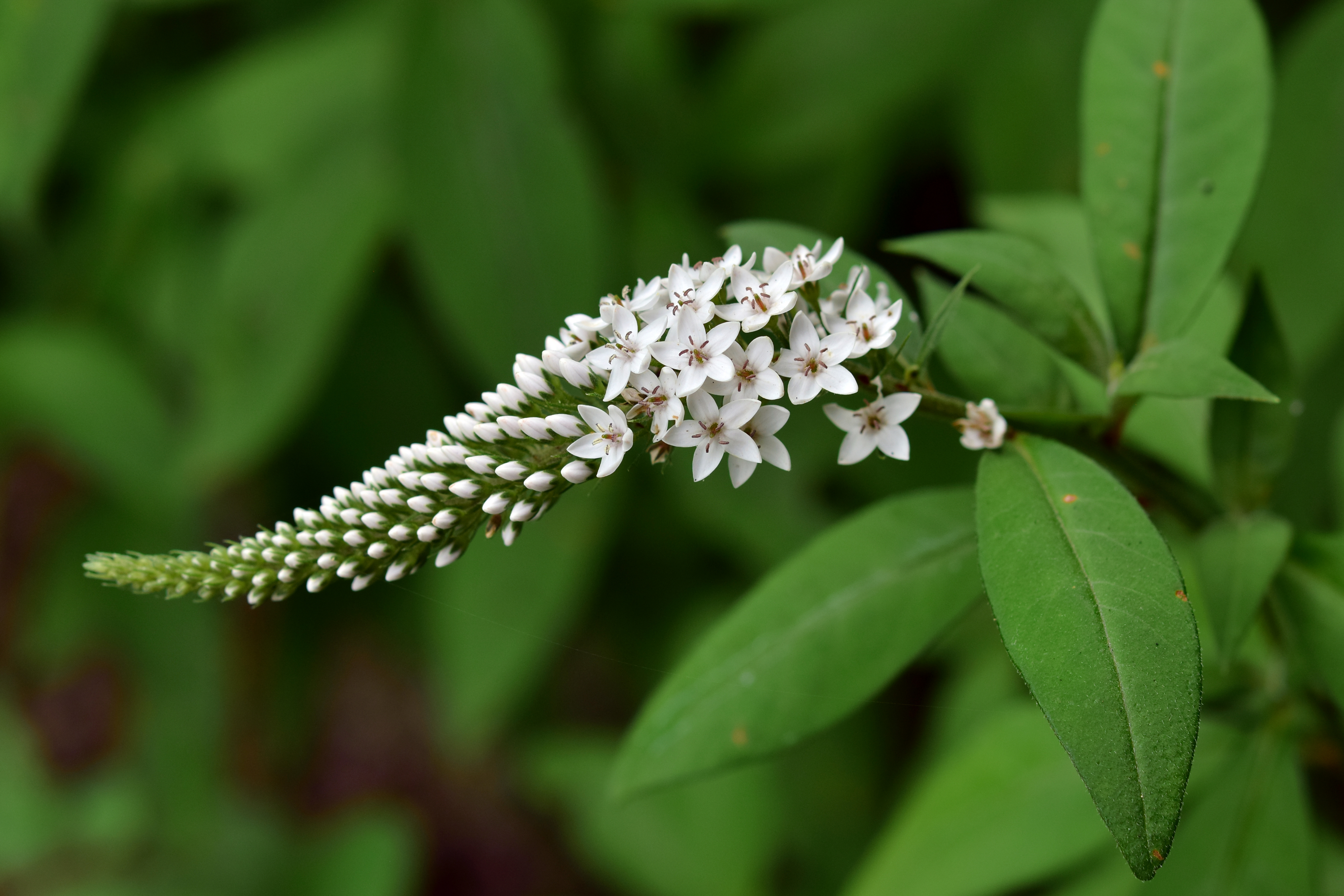
Vrbina Lysimachia clethroides
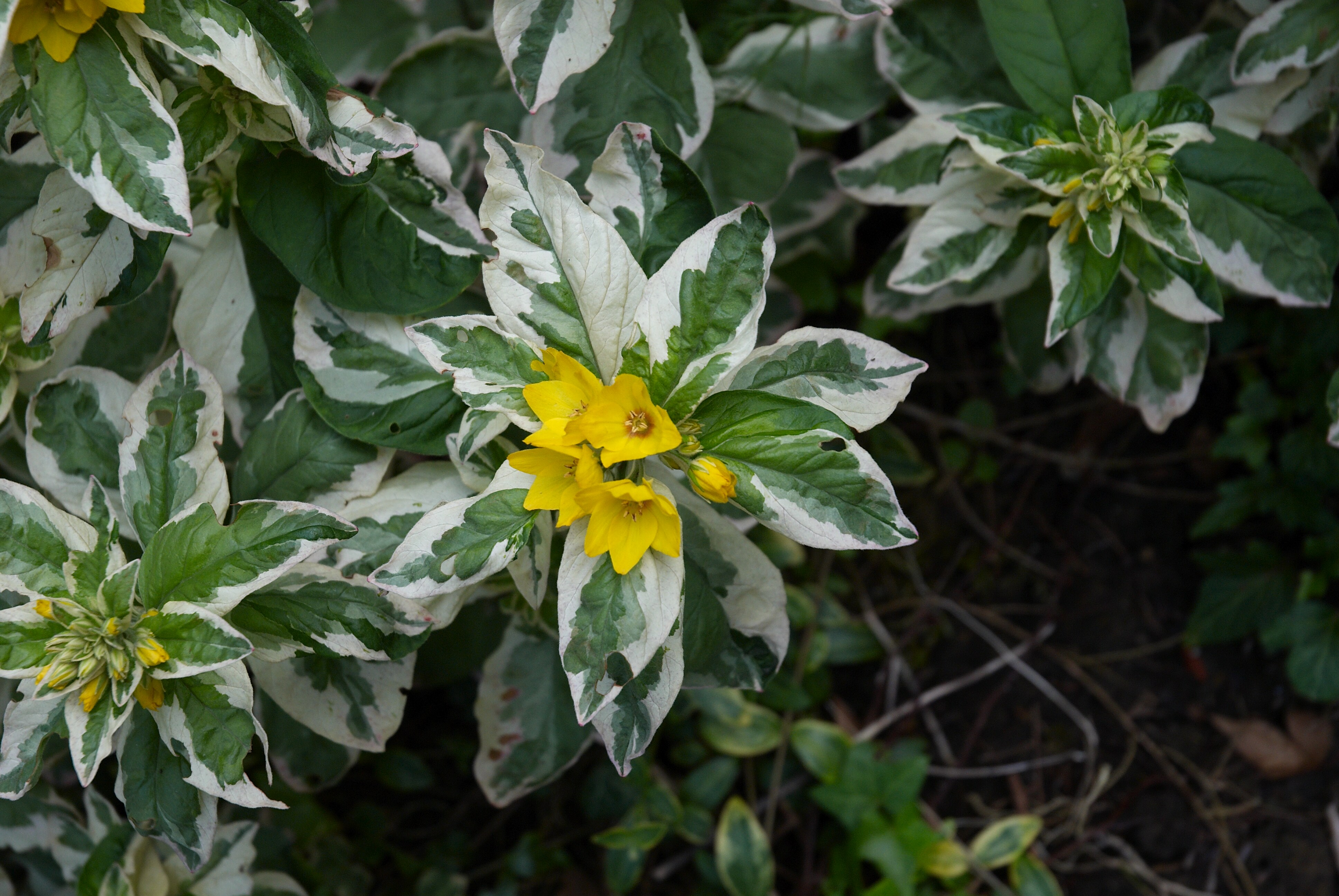
Okrasný kultivar vrbiny Lysimachia punctata 'Alexander'

## Přehled rodů
- Maesoideae: Maesa
- Theophrastoideae: Bonellia, Clavija, Deherainia, Jacquinia, Neomezia, Samolus, Theophrasta, Votschia
- Primuloideae: Androsace (včetně Pomatosace, Vitaliana), Bryocarpum, Dionysia, Hottonia, Kaufmannia, Omphalogramma, Primula (včetně Cortusa, Dodecatheon), Soldanella
- Myrsinoideae: Aegiceras, Amblyanthopsis, Amblyanthus, Antistrophe, Ardisia (včetně Gentlea, Graphardisia, Tetrardisia, Valerioanthus), Ardisiandra, Badula, Conandrium, Coris, Ctenardisia (vč. Yunckeria), Cybianthus, Cyclamen, Discocalyx, Elingamita, Embelia (vč. Grenacheria), Emblemantha, Fittingia (vč. Abromeitia), Geissanthus, Graphardisia, Heberdenia, Hymenandra, Labisia, Loheria, Lysimachia (vč. Anagallis, Asterolinon, Glaux, Pelletiera, Trientalis), Mangenotiella, Microconomorpha, Monoporus, Myrsine (vč. Rapanea), Oncostemum, Parathesis, Pleiomeris, Sadiria, Solonia (vč. Walleniella), Stimpsonia, Stylogyne, Systellantha, Tapeinosperma, Vegaea, Wallenia, Yunckeria[7]